# Steven L. Hilty
Steven L. Hilty (nacido el 23 de febrero de 1945) es un ornitólogo y autor norteamericano, graduado con PhD en zoología de la Universidad de Arizona. Es conocido por sus libros Guía de las Aves de Colombia, Las aves de la América tropical, Una Introducción a su comportamiento, reproducción y diversidad y Aves de Venezuela. Ha trabajado como guía de viajes y excursiones de aves en el continente americano desde los años 1980. Es asociado de investigación en La Universidad de Kansas, ciudad donde reside en la actualidad.